# Lista de cardeais de Portugal
Esta lista contém os Cardeais portugueses. Ao longo da História foram 46 os prelados portugueses elevados ao cardinalato. Desta lista constam 5 Cardeais-Bispos, 36 Cardeais-Presbíteros e 5 Cardeais-Diáconos (estes últimos após 10 anos neste grau podem requerer a elevação a Cardeal-Presbítero). Dois Cardeais portugueses subiram ao trono, respectivamente, pontifício e português. D. Pedro Hispano foi eleito Papa em 1276, sob o título de João XXI. O Cardeal-Rei D. Henrique I foi aclamado Rei de Portugal em 1578.

## Cardeais Portugueses
Os prelados encontram-se ordenados pelo ano do Consistório em foram elevados a Cardeal.
| Nº | Retrato | Prelado                                                                          | Vida                   | Cardinalato | Título | Carreira | Brasão |
| -- | ------- | -------------------------------------------------------------------------------- | ---------------------- | --- | --- | --- | ------ |
| 1  |         | Mestre Gil                                                                       | Séculos XII–XIII       | Inocêncio III Cardeal-Diácono | Cónego da Sé de Coimbra Presbítero | Cónego da Sé de Viseu Cónego Tesoureiro da Sé de Coimbra |        |
| 2  |         | D. Paio Galvão                                                                   | 1165–1230 († 65 anos)  | 1205 Inocêncio III Cardeal-Diácono de Santa Lucia in Silice 1210 Inocêncio III Cardeal-Presbítero de Santa Cecilia in Trastevere 1212 Inocêncio III Cardeal-Bispo de Albano | Decano do Colégio Cardinalício Vice-Chanceler da Santa Igreja Romana                                                                                       | Legado Pontifício 1204–? Vice-Chanceler da Santa Igreja Romana 1227–1230 Decano do Colégio Cardinalício |        |
| 3  |         | D. Pedro Julião, eleito Papa João XXI                                            | 1215–1277 († 62 anos)  | 1273 Gregório X Cardeal-Bispo de Frascati (1273–1276) | Arcebispo Primaz de Braga | Prior de Guimarães 1272–1275 Arcebispo Primaz de Braga 1276–1277 Papa da Igreja Católica |        |
| 4  |         | D. Ordonho Álvares                                                               | 1198–1285 († 87 anos)  | 1278 Nicolau III Cardeal-Bispo de Frascati | Arcebispo Primaz de Braga Decano do Colégio Cardinalício                                                                                                   | 1275–1278 Arcebispo Primaz de Braga 1278–1285 Decano do Colégio Cardinalício |        |
| 5  |         | D. Pedro da Fonseca                                                              | Séc. XIV–1422          | 1409 Antipapa Bento XIII 1419 Martinho V Cardeal-Diácono de Santo Ângelo em Pescheria                                                                                       | Bispo de Siguença | 1414–1418 Bispo de Astorga 1419–1422 Bispo de Siguença |        |
| 6  |         | D. João Afonso de Azambuja                                                       | 1340–1415 († 75 anos)  | 1411 Gregório XII Cardeal-Presbítero de São Pedro Acorrentado | Arcebispo de Lisboa | 1389–1390 Bispo do Algarve 1391–1398 Bispo do Porto 1398–1402 Bispo de Coimbra 1402–1415 Arcebispo de Lisboa |        |
| 7  |         | D. Antão Martins de Chaves                                                       | ?–1447                 | 1439 Eugénio IV Cardeal-Presbítero de S. Crisógono | Bispo do Porto Arcipreste da Arquibasílica de São João de Latrão                                                                                           | 1423–1447 Bispo do Porto 1444–1447 Arcipreste da Arquibasílica de São João de Latrão |        |
| 8  |         | Infante D. Jaime de Portugal                                                     | 1433–1459 († 25 anos)  | 1456 Calisto III Cardeal-Diácono de Santo Eustáquio | Arcebispo de Lisboa | 1453 Bispo de Arras (França) 1453–1459 Arcebispo de Lisboa |        |
| 9  |         | D. Jorge da Costa, o Cardeal de Alpedrinha                                       | 1406–1508 († 102 anos) | 1476 (in pectore) 1476 Sisto IV (revelado) Cardeal-Presbítero de Santos Marcellino e Pietro 1491 Inocêncio VIII Cardeal-Bispo de Albano                                     | Camerlengo do Colégio de Cardeais Arcebispo Primaz de Braga                                                                                                | 1463–1464 Bispo de Évora 1463 Regente do Reino 1464–1500 Arcebispo de Lisboa 1477–1479 Bispo de Ceuta 1481–1486 Bispo do Algarve 1486–1488 Arcebispo Primaz de Braga 1486–1487 Camerlengo do Colégio de Cardeais 1501–1505 Arcebispo Primaz de Braga 1503–1505 Bispo do Porto 1505 Bispo de Viseu |        |
| 10 |         | Infante D. Afonso de Portugal                                                    | 1509–1540 († 30 anos)  | 1517 Leão X Cardeal-Diácono 1525 Clemente VII Cardeal-Diácono de Santa Lucia in Septisolio 1535 Paulo III Cardeal-Presbítero dos Santos João e Paulo                        | Arcebispo de Lisboa Bispo de Évora | 1516–1519 Bispo da Guarda 1519–1523 Bispo de Viseu 1523–1540 Arcebispo de Lisboa 1535–1540 Bispo de Évora |        |
| 11 |         | D. Miguel da Silva                                                               | 1480–1556 († 76 anos)  | 1539 (in pectore) 1541 Paulo III (revelado) Cardeal-Presbítero de Santa Maria in Trastevere                                                                                 | Bispo de Viseu | 1526–1547 Bispo de Viseu |        |
| 12 |         | Infante D. Henrique de Portugal, depois Rei D. Henrique I                        | 1512–1580 († 68 anos)  | 1545 Paulo III Cardeal-Presbítero dos Santos Quatro Mártires Coroados | Rei de Portugal Arcebispo Primaz de Braga Arcebispo de Lisboa Arcebispo de Évora                                                                           | 1533–1540 Arcebispo Primaz de Braga 1540–1564 Arcebispo de Évora 1564–1569 Arcebispo de Lisboa 1574–1578 Arcebispo de Évora 1578–1580 Rei de Portugal |        |
| 13 |         | D. Veríssimo de Lencastre, o Cardeal de Lencastre                                | 1615–1692 († 77 anos)  | 1686 Inocêncio XI Cardeal-Presbítero | Arcebispo Primaz de Braga Inquisidor-Geral do Reino | 1670–1677 Arcebispo Primaz de Braga 1676–1692 Inquisidor-Geral do Reino |        |
| 14 |         | D. Luís de Sousa                                                                 | 1630–1702 († 71 anos)  | 1697 Inocêncio XII Cardeal-Presbítero | Arcebispo de Lisboa | 1669–1702 Capelão-Mor da Capela Real 1671–1675 Bispo Titular 1675–1702 Arcebispo de Lisboa |        |
| 15 |         | D. Nuno da Cunha e Ataíde                                                        | 1664–1750 († 85 anos)  | 1712 Clemente XI Cardeal-Presbítero de Santa Anastásia | Inquisidor-Geral do Reino | 1705–1705 Bispo de Elvas 1705–1712 Bispo Titular 1707–1750 Inquisidor-Mor do Reino |        |
| 16 |         | D. José Pereira de Lacerda                                                       | 1662–1738 († 76 anos)  | 1719 Clemente XI Cardeal-Presbítero de Santa Susanna | Bispo do Algarve | 1716–1738 Bispo do Algarve |        |
| 17 |         | D. João da Mota e Silva, o Cardeal da Mota                                       | 1685–1747 († 62 anos)  | 1727 Bento XIII Cardeal-Presbítero | Primeiro-Ministro de Portugal | 1736–1747 Primeiro-Ministro de Portugal |        |
| 18 |         | D. Tomás I D. Tomás de Almeida                                                   | 1670–1754 († 83 anos)  | 1737 Clemente XII Cardeal-Presbítero | 1º Cardeal-Patriarca de Lisboa | 1706–1709 Bispo de Lamego 1709–1716 Bispo do Porto 1716–1754 Patriarca de Lisboa |        |
| 19 |         | D. José I D. José Manuel da Câmara de Atalaia                                    | 1686–1758 († 71 anos)  | 1747 Bento XIV Cardeal-Presbítero | 2º Cardeal-Patriarca de Lisboa | 1754–1758 Patriarca de Lisboa |        |
| 20 |         | D. Francisco I D. Francisco de Saldanha da Gama                                  | 1723–1776 († 53 anos)  | 1756 Bento XIV Cardeal-Diácono 1759 Clemente XIII Cardeal-Presbítero | 3º Cardeal-Patriarca de Lisboa | 1759–1776 Patriarca de Lisboa |        |
| 21 |         | D. Paulo António de Carvalho e Mendonça                                          | 1702–1770 († 68 anos)  | 1769 (in pectore) 1770 Clemente XIV (revelado) Cardeal-Diácono | Inquisidor-Mor do Reino | 1760–1770 Inquisidor-Geral do Reino |        |
| 22 |         | D. Frei João Cosme da Cunha, OCSA, o Cardeal da Cunha                            | 1715–1783 († 67 anos)  | 1770 Clemente XIV Cardeal-Presbítero | Arcebispo de Évora | 1746–1746 Bispo Coadjutor de Leiria 1746–1760 Bispo de Leiria 1460–1483 Arcebispo de Évora |        |
| 23 |         | D. Fernando I D. Fernando de Sousa e Silva                                       | 1712–1786 († 68 anos)  | 1778 Pio VI Cardeal-Presbítero | 4º Cardeal-Patriarca de Lisboa | 1778–1786 Patriarca de Lisboa |        |
| 24 |         | D. José II D. José Francisco Miguel António de Mendonça                          | 1725–1808 († 82 anos)  | 1788 Pio VI Cardeal-Presbítero | 5º Cardeal-Patriarca de Lisboa | 1788–1808 Patriarca de Lisboa |        |
| 25 |         | D. Miguel Carlos José de Noronha e Silva Abranches                               | 1744–1803 († 58 anos)  | 1803 Pio VII Cardeal-Diácono | Principal da Sé Patriarcal de Lisboa Diácono | Principal da Sé Patriarcal de Lisboa |        |
| 26 |         | D. Carlos I D. Carlos da Cunha e Menezes                                         | 1759–1825 († 82 anos)  | 1819 Pio VII Cardeal-Presbítero | 6º Cardeal-Patriarca de Lisboa | 1819–1825 Patriarca de Lisboa |        |
| 27 |         | D. Patrício I D. Frei Patrício da Silva, O.E.S.A.                                | 1756–1840 († 83 anos)  | 1824 Leão XII Cardeal-Presbítero | 7º Cardeal-Patriarca de Lisboa | 1818–1819 Bispo de Castelo Branco 1819–1825 Arcebispo de Évora 1826–1840 Patriarca de Lisboa |        |
| 28 |         | D. Francisco II, o Cardeal Saraiva D. Frei Francisco de São Luís Saraiva, O.S.B. | 1766–1845 († 79 anos)  | 1843 Gregório XVI Cardeal-Presbítero | 8º Cardeal-Patriarca de Lisboa | 1821–1822 Bispo Coadjutor de Coimbra 1822–1824 Bispo de Coimbra 1821–1823 Reitor da Universidade de Coimbra 1824–1843 Bispo Titular 1840–1845 Patriarca de Lisboa |        |
| 29 |         | D. Guilherme I D. Guilherme Henriques de Carvalho                                | 1793–1857 († 64 anos)  | 1846 Gregório XVI Cardeal-Presbítero de Santa Maria Sopra Minerva | 9º Cardeal-Patriarca de Lisboa Bispo de Castelo Branco | 1840–1845 Bispo de Leiria 1845–1857 Patriarca de Lisboa 1846–1857 Bispo de Castelo Branco |        |
| 30 |         | D. Pedro Paulo de Figueiredo da Cunha e Melo                                     | 1770–1855 († 85 anos)  | 1850 Pio IX Cardeal-Presbítero | Arcebispo Primaz de Braga | 1843–1855 Arcebispo Primaz de Braga |        |
| 31 |         | D. Manuel I D. Manuel Bento Rodrigues da Silva                                   | 1800–1869 († 68 anos)  | 1858 Pio IX Cardeal-Presbítero | 10º Cardeal-Patriarca de Lisboa | 1845–1852 Arcebispo Auxiliar de Lisboa 1852–1858 Arcebispo-Bispo de Coimbra 1858–1869 Patriarca de Lisboa |        |
| 32 |         | D. Inácio I D. Inácio do Nascimento Morais Cardoso                               | 1811–1883 († 71 anos)  | 1873 Pio IX Cardeal-Presbítero dos Santos Nereu e Aquileu | 11º Cardeal-Patriarca de Lisboa | 1863–1871 Bispo do Algarve 1871–1883 Patriarca de Lisboa |        |
| 33 |         | D. Américo Ferreira dos Santos Silva                                             | 1829–1899 († 70 anos)  | 1879 Leão XIII Cardeal-Presbítero dos Santos Quatro Mártires Coroados | Bispo do Porto | 1871–1899 Bispo do Porto |        |
| 34 |         | D. José III D. Frei José Sebastião de Almeida Neto, O.F.M.                       | 1841–1920 († 79 anos)  | 1884 Leão XIII Cardeal-Presbítero dos Santos XII Apóstolos | 12º Cardeal-Patriarca de Lisboa Cardeal Protopresbítero | 1879–1883 Bispo de São Paulo de Loanda 1883–1907 Patriarca de Lisboa 1902–1920 Cardeal Protopresbítero do Colégio Cardinalício |        |
| 35 |         | D. António I D. António Mendes Bello                                             | 1842–1929 († 87 anos)  | 1911 (in pectore) 1914 Pio X (revelado) Cardeal-Presbítero dos Santos Marcelino e Pedro                                                                                     | 13º Cardeal-Patriarca de Lisboa | 1884–1884 Arcebispo Auxiliar de Lisboa 1884–1907 Arcebispo-Bispo do Algarve 1907–1929 Patriarca de Lisboa |        |
| 36 |         | D. Manuel II, o Cardeal Cerejeira D. Manuel Gonçalves Cerejeira                  | 1888–1977 († 88 anos)  | 1929 Pio XI Cardeal-Presbítero dos Santos Marcelino e Pedro | 14º Cardeal-Patriarca de Lisboa Cardeal Protopresbítero do Colégio Cardinalício Presidente da Conferência Episcopal Portuguesa Vigário Militar de Portugal | 1928–1929 Arcebispo Auxiliar de Lisboa 1929–1971 Patriarca de Lisboa 1958–1972 Presidente da Conferência Episcopal 1961–1977 Cardeal Protopresbítero do Colégio Cardinalício 1966–1972 Vigário Militar de Portugal                                                                                |        |
| 37 |         | D. Teodósio Clemente de Gouveia                                                  | 1889–1962 († 72 anos)  | 1946 Pio XII Cardeal-Presbítero de S. Pedro in Vincoli | Arcebispo de Lourenço Marques | 1936–1940 Bispo Prelado de Moçambique 1940–1962 Arcebispo de Lourenço Marques |        |
| 38 |         | D. José da Costa Nunes                                                           | 1880–1976 († 96 anos)  | 1962 João XXIII Cardeal-Presbítero de Santa Prisca | Patriarca das Índias Orientais Arcebispo Primaz de Goa e Damão Vice-Camerlengo da Santa Igreja Romana                                                      | 1920–1940 Bispo de Macau 1940–1953 Patriarca das Índias Orientais 1940–1953 Arcebispo Primaz de Goa e Damão 1953–1976 Patriarca Titular 1953–1962 Vice-Camerlengo da Santa Igreja Romana |        |
| 39 |         | D. António II D. António Ribeiro                                                 | 1928–1998 († 69 anos)  | 1973 Paulo VI Cardeal-Presbítero de Santo Antônio de Pádua na Via Merulana                                                                                                  | 15º Cardeal-Patriarca de Lisboa Presidente da Conferência Episcopal Portuguesa Bispo das Forças Armadas                                                    | 1967–1969 Bispo Auxiliar de Braga 1969–1971 Bispo Auxiliar de Lisboa 1971–1998 Patriarca de Lisboa 1972–1986 Vigário Militar de Portugal 1975–1981 e 1987–1993 Presidente da Conferência Episcopal 1986–1998 Bispo das Forças Armadas                                                             |        |
| 40 |         | D. Humberto Sousa Medeiros                                                       | 1915–1983 († 67 anos)  | 1973 Paulo VI Cardeal-Presbítero de Santa Susanna | Arcebispo de Boston | 1966–1970 Bispo de Brownsville (EUA) 1970–1983 Arcebispo de Boston (EUA) |        |
| 41 |         | D. José Saraiva Martins, C.M.F.                                                  | 1932 (93 anos)         | 2001 João Paulo II Cardeal-Diácono de Nossa Senhora do Sagrado Coração 2009 Bento XVI Cardeal-Bispo de Palestrina                                                           | Prefeito Emérito da Congregação para as Causas dos Santos                                                                                                  | 1988–1998 Secretário da Congregação da Educação Católica 1998–2008 Prefeito da Congregação para as Causas dos Santos |        |
| 42 |         | D. José IV D. José da Cruz Policarpo                                             | 1936–2014 († 78 anos)  | 2001 João Paulo II Cardeal-Presbítero de Santo António dos Portugueses | 16º Cardeal-Patriarca de Lisboa Presidente da Conferência Episcopal Portuguesa                                                                             | 1978–1997 Bispo Auxiliar de Lisboa 1997–1998 Arcebispo Coadjutor de Lisboa 1998–2013 Patriarca de Lisboa 1999–2005 e 2011–2013 Presidente da Conferência Episcopal |        |
| 43 |         | D. Manuel Monteiro de Castro                                                     | 1938 (87 anos)         | 2012 Bento XVI Cardeal-Diácono de S. Domingos de Gusmão 2012 Francisco Cardeal-Presbítero de S. Domingos de Gusmão pro hac vice                                             | Penitenciário-Mor Emérito da Santa Sé | 1985–2009 Núncio Apostólico 2009–2012 Secretário da Congregação dos Bispos e do Colégio dos Cardeais 2012–2013 Penitenciário-Mor da Santa Sé |        |
| 44 |         | D. Manuel III D. Manuel Clemente                                                 | 1948 (77 anos)         | 2015 Francisco Cardeal-Presbítero de Santo António dos Portugueses | 17º Cardeal-Patriarca de Lisboa | 1999–2007 Bispo Auxiliar de Lisboa 2007–2013 Bispo do Porto 2013–2023 Patriarca de Lisboa 2011–2013 Vice-Presidente da Conferência Episcopal 2013–2020 Presidente da Conferência Episcopal |        |
| 45 |         | D. António Marto                                                                 | 1947 (78 anos)         | 2018 Francisco Cardeal-Presbítero de Santa Maria Sopra Minerva | Bispo Emérito de Leiria-Fátima | 2000–2004 Bispo Auxiliar de Braga 2004–2006 Bispo de Viseu 2006–2022 Bispo de Leiria-Fátima 2008–2011 e 2013–2020 Vice-Presidente da Conferência Episcopal |        |
| 46 |         | D. José Tolentino Mendonça                                                       | 1965 (59 anos)         | 2019 Francisco Cardeal-Diácono dos Santos Domingos e Sisto | Prefeito do Dicastério para a Cultura e a Educação | 2018–2022 Arquivista e Bibliotecário da Santa Igreja Romana 2022– Prefeito do Dicastério para a Cultura e a Educação |        |
| 47 |         | D. Américo Aguiar                                                                | 1973 (51 anos)         | 2023 Francisco Cardeal-presbítero de Santo António de Pádua na Via Merulana                                                                                                 | Bispo-Eleito de Setúbal | 2019–2023 Bispo auxiliar de Lisboa |        |

## Cardeais estrangeiros em Portugal
- 1350 – D. Estêvão de la Garde (francês), Bispo de Lisboa, elevado ao cardinalato quando era já Arcebispo de Arles.
- 1371 – D. Pedro Gomes Barroso, o Jovem (castelhano), Bispo de Lisboa e de Coimbra, elevado ao cardinalato quando era já Arcebispo de Sevilha.
- 1378 – D. Agapito Colona (romano) - Bispo de Lisboa, criado Cardeal no exercício da sua prelatura à frente da Diocese.
- 1802 – D. Bartolomeo Pacca (italiano), Núncio Apostólico em Portugal
- 1816 – D. Lorenzo Caleppi (italiano), Núncio Apostólico em Portugal

## Pseudocardeais
- 1383 – D. Martinho de Zamora (castelhano), Arcebispo de Braga, Bispo de Lisboa e Bispo de Silves, foi assassinado duas semanas antes de ser elevado ao cardinalato pelo Antipapa Clemente VII (pseudocardeal).
- 1444 – D. Luís Gonçalves do Amaral, Bispo de Viseu e de Lamego; criado Cardeal pelo Antipapa Félix V (pseudocardeal); teria, decerto, sido confirmado como Cardeal pelo Papa legítimo, se não tivesse entretanto falecido; o Papa Nicolau V reconheceu todos os Cardeais criados por Félix V, por terem abjurado o Cisma.